# Xã Hudson, Quận Charlevoix, Michigan
Xã Hudson (tiếng Anh: Hudson Township) là một xã thuộc quận Charlevoix, tiểu bang Michigan, Hoa Kỳ. Năm 2010, dân số của xã này là 691 người.